# Jaandi järv
Jaandi järv (järv = See) ist ein natürlicher See in der Landgemeinde Saaremaa  im Kreis Saare auf der größten estnischen Insel Saaremaa. 440 Meter vom 6,7 Hektar großen See entfernt liegt der Ort Ohessaare und 690 Meter entfernt liegt die Ostsee. Mit einer maximalen Tiefe von einem Meter ist er sehr seicht.